# Габура
Габура (словац. Habura, русин. Габура) — село и одноимённая община в районе Медзилаборце Прешовского края Словакии. В письменных источниках начинает упоминаться с 1543 года.

## География
Село расположено в восточной части края, на берегах реки Лаборец, при автодороге 559. Абсолютная высота — 377 метров над уровнем моря. Площадь муниципалитета составляет 27,81 км².

## Население
По данным последней официальной переписи 2021 года, численность населения Габуры составляла 467 человек.
Динамика численности населения общины по годам:
| Год:                | 1994 | 2004    | 2014    | 2024     |
| ------------------- | ---- | ------- | ------- | -------- |
| Количество человек: | 531  | 483     | 513     | 450      |
| Разница:            |      | −9,03 % | +6,21 % | −12,28 % |

Национальный состав населения (по данным переписи населения 2011 года):
| Национальность | Численность, человек |
| -------------- | -------------------- |
| русины         | 316                  |
| словаки        | 110                  |
| украинцы       | 23                   |
| чехи           | 4                    |
| поляки         | 1                    |
| русские        | 1                    |
| другие         | 2                    |
| не указана     | 14                   |
| всего          | 471                  |

По данным переписи 2021 года, в конфессиональном составе населения преобладали греко-католики (70 %), католики (8,1 %) и православные христиане (6,9 %).